# Tsaghkahovit (ort)
Tsaghkahovit är en ort i Armenien.   Den ligger i provinsen Aragatsotn, i den nordvästra delen av landet, 60 kilometer norr om huvudstaden Jerevan. Tsaghkahovit ligger 2 108 meter över havet och antalet invånare är 1 551.
Terrängen runt Tsaghkahovit är varierad. Närmaste större samhälle är Aparan, 12,4 kilometer öster om Tsaghkahovit. 
Trakten runt Tsaghkahovit består i huvudsak av gräsmarker. Runt Tsaghkahovit är det ganska tätbefolkat, med 60 invånare per kvadratkilometer.